# Црква Светог пророка Илије у Вичи
Црква Светог пророка Илије у Вичи, насељеном месту Општине Лучани, припада Епархији жичкој Српске православне цркве. Подигнута је и освештана 1931. године. Освећење је извршио Епископ жички Јефрем. Црквена слава прославља се 2. августа.
Црква је омањих димензија, али својим положајем доминира околином. Једноставне је триконхосне основе, са масивним звоником над припратом. Зидови храма су живописани.